# TAM Mercosur
LATAM Airlines Paraguay (trước đây là TAM Mercosur hoặc Transportes Aéreos del Mercosur S.A. và trước đây LAP-Líneas Aéreas Paraguayas), là hãng hàng không, trụ sở ở Asunción, Paraguay. Căn cứ chính của hãng ở Sân bay quốc tế Silvio Pettirossi.

## Lịch sử
Hãng được thành lập năm 1962 và bắt đầu hoạt động từ năm 1963 dưới tên Líneas Aéreas Paraguayas. Năm 1994 Rolim Amaro, chủ nhân của hãng TAM Airlines (TAM Linhas Aéreas) ở Brasil, lập 1 hãng hàng không phụ ở Paraguay, tên là ARPA - Aerolineas Paraguayas, dùng các máy bay Cessna 208 Caravans cũ của TAM Airlines. Ngày 1.9.1996, Amaro mua 80% cổ phần của hãng LAP (Líneas Aéreas Paraguayas), hãng hàng không quốc gia của Paraguay. Sau đó hãng hợp nhất với ARPA - Aerolineas Paraguayas, trở thành TAM, Transportes Aéreos del Mercosur. Hiện nay hãng do TAM Airlines nắm 80% cổ phần và chính phủ Paraguay 20%.
Năm 2008, theo một chiến lược xây dựng thương hiệu, tên TAM Mercosur đã bị loại bỏ và hãng hàng không này đã sử dụng danh tính công ty giống với chủ sở hữu người Brazil, trở thành TAM Linhas Aéreas. Tuy nhiên, cấu trúc công ty vẫn giữ nguyên. Hãng được đổi tên thành LATAM Paraguay sau khi sáp nhập và thành lập LATAM Airlines Group và việc đổi thương hiệu sau đó của các hãng hàng không thành viên.

## Các nơi đến
- Paraguay
  - Asunción
  - Ciudad del Este
  - Pedro Juan Caballero (do ARPA - Aerolineas Paraguayas điều hành, nay đã ngừng)
- Argentina
  - Buenos Aires
  - Córdoba
- Bolivia
  - Santa Cruz de la Sierra
- Brasil
  - Rio de Janeiro
  - São Paulo
  - Curitiba
- Chile
  - Santiago
- Uruguay
  - Montevideo

## Đội bay
Tính đến năm 2019: